# Scorzonera gracilis
Scorzonera gracilis là một loài thực vật có hoa trong họ Cúc. Loài này được Lipsch. miêu tả khoa học đầu tiên năm 1964.